# Nicholas Kratzer
Nicholas Kratzer (Munique, 1487 - Oxford, 1550) foi um matemático, astrônomo e horologista alemão. Boa parte da vida profissional Kratzer foi desempenhado na Inglaterra, onde foi nomeado astrônomo do rei Henrique VIII.
Nascido em Munique, Kratzer veio para a Inglaterra em 1516 e se estabeleceu no círculo artístico e científico em torno de Sir Thomas More.